# Mariana Rodríguez del Toro
Mariana Rodríguez del Toro (Ciutat de Mèxic, 1775—1821), també coneguda com Mariana Rodríguez del Toro de Lazarín, va ser una aristòcrata del virregnat de Nova Espanya que va participar en diverses conspiracions per proclamar la independència de Mèxic, especialment la de 1811, per la qual va ser capturada i empresonada durant vuit anys.
Segons Hernández, era membre d'una família de l'aristocràcia. Per a una dona d'aquell moment, les possibilitats eren limitades, s'havia de casar o be internar-se en un convent. Amb un bon dot matrimonial, el 1795 es va casar amb l'empresari Miguel Lazarín y Lazo de la Vega, amb el qual va compartir les idees d'independència i tots dos van simpatitzar ben aviat amb els insurgents. A casa seva s'hi van començar a celebrar tertúlies literàries, on es parlava de llibres, però també de la situació econòmica, social i política del país, a més de crear-s'hi les primeres conspiracions a favor de la independència mexicana.
Quan el matrimoni va tenir notícies de la invasió napoleònica d'Espanya, van proposar al virrei José de Iturrigaray encapçalar un govern autònom, una idea que no va agradar als peninsulars, raó per la qual va ser reprimida ben aviat. Els anys següent es va continuar parlant de conspiracions a les tertúlies i la mateixa Rodríguez del Toro va formar part del grup conspirador i va promoure, amb la presència d'altres dones, la independència, i va obtenir suport econòmic i informació sobre els reialistes gràcies a una xarxa d'informació formada per dones d'origen humil.

El 8 d'abril de 1811 va arribar a la ciutat de Mèxic la notícia de la captura dels líders independentistes, que havien estat traïts per Ignacio Elizondo, un fet que va ser celebrat pel virrei Francisco Xavier Venegas amb molta pompa malgrat ser Setmana Santa. El desànim i la por es van apoderar de les tertúlies que es feien a casa del matrimoni Lazarín-Rodríguez, però ella mateixa es va aixecar, va increpar als seus convidats i hom afirmar que els va arengar amb aquestes paraules:
| «                                                        | (castellà) ¿Qué sucede, señores?, ¿no hay otros hombres en América aparte de los generales que han caído prisioneros? ¡Libertar a los prisioneros: tomemos aquí al virrey, ahorquémoslo! | (català) Què succeeix, senyors?, no hi ha altres homes a Amèrica a banda dels generals que han estat fets presoners? Llibertar els presoners: prenguem aquí al virrei, pengem-lo! | » |
| — Mariana Rodríguez del Toro, Extret de: AADD, 2004: 201 | | |   |

Les seves paraules van ser emotives i va proposar un pla per detenir el virrei, amb l'objectiu d'alliberar el sacerdot Miguel Hidalgo. A la tertúlia es va acordar seguir el seu pla, es va marcar una data per a l'atac i fins i tot es va organitzar una gran mobilització popular per capturar altres autoritats. La mateixa Mariana Rodríguez va convèncer, amb l'ajuda de dos capitans, que alguns oficials reialistes participessin a la conspiració. Malgrat tot, la conjura va ser descoberta, perquè els conspiradors van ser delatats per José María Gallardo, que va anar a l'església a confessar-se amb el pare Camargo, que no va guardar el secret de confessió i va denunciar-los a les autoritats. El 29 d'abril de 1811 ella i el seu espòs van ser detinguts i sotmesos a tortura per obtenir informació, un procés que va ser dirigit per l'oïdor Miguel Bataller, però mai van delatar cap membre del seu grup.
Tots dos van restar a presó durant 8 anys, fins que van ser posats en llibertat el desembre de 1820. A causa de les penúries viscudes a dintre la salut de Mariana Rodríguez es va veure notablement afeblida i va morir el 1821.